# Relations entre l'Association européenne de libre-échange et l'Union européenne

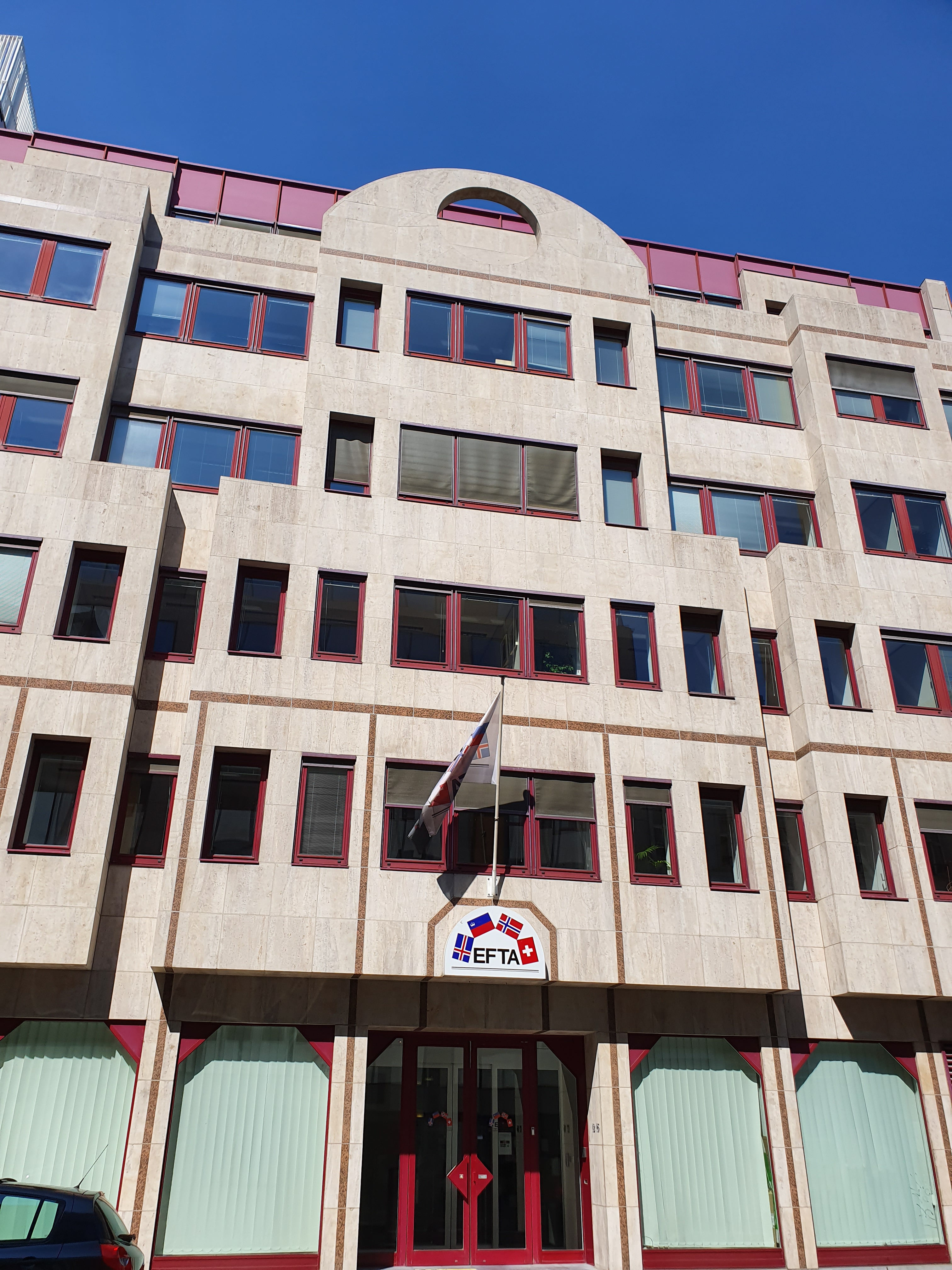
Mission de l'AELE auprès de l'UE.

Les relations entre l'Association européenne de libre-échange (AELE) et l'Union européenne (UE) sont très développées du fait de la proximité géographique des deux organisations internationales, toutes deux sur le continent européen. Sur les dix membres (toutes périodes confondues) qu'a compté l'AELE, six ont rejoint l'UE en 1973 (premier élargissement de la CEE), 1986 (troisième élargissement de la CEE) et 1995 (quatrième élargissement de l'UE). De fait, l'AELE ne compte plus que quatre membres, dont trois sont membres de l'Espace économique européen (EEE), avec l'ensemble des États membres de l'Union européenne.

## Domaines de coopération
Au niveau du Conseil de l'Union européenne, un groupe « AELE » assure le suivi et le développement des échanges commerciaux entre les deux entités, ainsi que dans le cadre de coopérations sur des questions telles que « l'environnement, le changement climatique, la recherche, l'éducation, la santé, la fiscalité, la justice et les affaires intérieures, la pêche, la PESC/PSDC et l'aide au développement ».
Pour la mise en œuvre des obligations découlant du traité instaurant l'EEE, l'AELE a institué une autorité de surveillance et une cour de justice spécifiquement dédiée et représentant l'AELE en tant qu'organisation internationale.

### Espace Schengen
La Norvège et l'Islande ont intégré l'espace Schengen en 2001, la Suisse en 2008 et le Liechtenstein en 2011.

### Particularités de la Suisse
L'adhésion de la Suisse à l'accord sur l'EEE est rejetée par une votation populaire en 1992 et cette position n'a pas été modifiée depuis. C'est pourquoi l'UE et la Suisse ont mis en place une série d'accords bilatéraux sectoriels. De plus, sa qualité de membre de l'AELE lui garantit un statut d'État observateur au sein de l'EEE et sa proximité avec les États limitrophes, tous membres de l'UE (Allemagne, Autriche, France et Italie), facilite une convergence des politiques d'intégration régionale pour le pays.

## Sources

## Compléments